# NGC 1215
NGC 1215 é uma galáxia espiral (Sa) localizada na direcção da constelação de Eridanus. Possui uma declinação de -09° 35' 34" e uma ascensão recta de 3 horas, 07 minutos e 09,6 segundos.
A galáxia NGC 1215 foi descoberta em 21 de Outubro de 1886 por Lewis A. Swift.